# تشي كوباياشي
تشي كوباياشي (باليابانية: 小林千絵؛ بالكانا: こばやし ちえ) هي مغنية وممثلة يابانية، ولدت في 20 نوفمبر 1963 في أوساكا في اليابان.

## وصلات خارجية
- تشي كوباياشي على موقع ميوزك برينز (الإنجليزية)
- تشي كوباياشي على موقع ديسكوغز (الإنجليزية)